# Natsuki Aizawa
Natsuki Aizawa (japanisch 相澤 菜月 Aizawa Natsuki; * 6. Januar 1999) ist eine japanische Handballspielerin.

## Karriere

### Im Verein
Natsuki Aizawa spielte zunächst für die japanische Mannschaft Hokkoku Bank. Zur Saison 2024/25 wechselte die Rückraumspielerin zum deutschen Bundesligisten Thüringer HC. Mit dem Thüringer HC gewann sie im Jahr 2025 die EHF European League.

### In Auswahlmannschaften
Mit der japanischen Nationalmannschaft nahm sie an der Weltmeisterschaft 2021 teil, wo sie den 11. Platz belegten. Bei den Asienmeisterschaften 2022 konnte sie mit Japan die Silber-Medaille gewinnen. Sie wurde als MVP des Turniers ausgezeichnet. Bei der Weltmeisterschaft 2023 belegten sie den 17. Platz. Mit 30 Toren in 6 Spielen war sie beste Torschützin ihrer Mannschaft. Bei der Asienmeisterschaft 2024 gewann sie mit Japan den Titel.